# Karl von Stößer
Karl August Friedrich von Stößer (auch Stoesser oder Stösser) (* 16. April 1792 in Karlsruhe; † 12. August 1874 ebenda; evangelisch) war ein seit 1816 im badischen Staatsdienst stehender Jurist und Amtsvorstand, vergleichbar mit einem heutigen Landrat.

## Familie
Karl von Stößer war der Sohn des badischen Hof- und Regierungsrates Johann Gottfried Stösser sen. († 1798). Karl von Stößers älterer Bruder Johann Gottfried Stösser jun. (* 1781; † 1860) war Präsident beim Hofgericht des Seekreises in Konstanz. Karl von Stößers Sohn Gustav von Stösser machte ebenfalls im badischen Verwaltungsdienst Karriere.

## Leben
Nach dem Studium der Rechtswissenschaften ab 1809 an der Universität Heidelberg und dem ersten und zweiten Staatsexamen wurde Stößer ab dem 16. Juni 1816 Assessor und danach ab dem 6. März 1819 Stadtamtmann beim Stadtamt Karlsruhe. Zum 31. Mai 1823 wurde er Oberamtmann beim Bezirksamt Emmendingen und am 17. November 1832 dort zum Obervogt ernannt. Am 7. März 1834 wurde von Stößer Geheimer Referendär im Ministerium des Innern und anschließend ab dem 5. November 1839 Stadtdirektor beim Stadtamt Karlsruhe, wo er zum Geheimen Rat 3. Klasse ernannt wurde. 1848 war er Mitglied des Vorparlaments. Er wurde am 23. April 1853 in den Adelsstand erhoben und am 25. August 1853 in den Ruhestand versetzt.

## Nebentätigkeiten
- 1835 Mitglied der Immediat-Kommission zur Erledigung der Rekurse über Entschädigungen für Feudalabgaben
- 1835 Mitglied des Komitees zur Vorbereitung des Eisenbahnbaus im Großherzogtum Baden
- Mitbegründer des Landwirtschaftlichen Vereins für das Großherzogtum Baden
- 1855, 1861 und 1867 Mitglied der Generalsynode sowie des Generalsynodalausschusses

## Auszeichnungen
- 1815 Badische Felddienst-Auszeichnung
- 1836 Ritterkreuz des Zähringer Löwen-Ordens
- 1842 Kommandeurkreuz 2. Klasse des Zähringer Löwen-Ordens
- 1851 Preußischer Roter Adler-Orden 3. Klasse
- Ehrenbürger der Stadt Karlsruhe